# Pellenes logunovi
Pellenes logunovi is een spinnensoort in de taxonomische indeling van de springspinnen (Salticidae).
Het dier behoort tot het geslacht Pellenes. De wetenschappelijke naam van de soort werd voor het eerst geldig gepubliceerd in 1996 door Yuri M. Marusik, Heikki Hippa & Koponen.